# NGC 96
NGC 96 là một thiên hà dạng hạt đậu được ước tính cách chúng ta khoảng 290 triệu năm ánh sáng trong chòm sao Tiên Nữ. Nó được Guillaume Bigourdan phát hiện vào năm 1884 và cường độ biểu kiến của nó là 17.